# (210425) Imogene
(210425) Imogene est un astéroïde de la ceinture principale.

## Description
(210425) Imogene est un astéroïde de la ceinture principale. Il fut découvert le 10 janvier 2008 à Calvin-Rehoboth par The Prairie School (en). Il présente une orbite caractérisée par un demi-grand axe de 3,07 UA, une excentricité de 0,09 et une inclinaison de 8,5° par rapport à l'écliptique.

## Compléments